# Långegöl (Kråksmåla socken, Småland, 632404-150898)
Långegöl är en sjö i Nybro kommun i Småland och ingår i Alsteråns huvudavrinningsområde.